# Президентские выборы в Оранжевом Свободном Государстве (1896)
Президентские выборы в Оранжевом Свободном Государстве 1896 года прошли в республике после отставки бывшего президента Фрэнсиса Рейца из-за плохого здоровья годом ранее. Кандидатами на должность президента были Мартинус Тёнис Стейн и Джон Джордж Фрейзер. Стейн поддерживал предлагаемое слияние Оранжевого Свободного Государства и Южно-Африканской Республики, а Фрейзер выступал за более тесные связи с Капской колонией и Великобританией.
Выборы закончились победой Стейна, который получил 83% голосов избирателей. Он был торжественно провозглашен президентом 4 марта 1896 года в реформатской церкви в Блумфонтейне.

## Результаты
| Кандидаты                                                                                   | Голоса | %    |
| ------------------------------------------------------------------------------------------- | ------ | ---- |
| Мартинус Тёнис Стейн                                                                        | 6,877  | 83.4 |
| Джон Джордж Фрейзер                                                                         | 1,367  | 16.6 |
| Итог                                                                                        | 8,244  | 100  |
| Источник: South African History Online Архивная копия от 13 августа 2020 на Wayback Machine |        |      |